# Rok Jakopič
Rok Jakopič (Jesenice, Slovenija, 11. srpnja 1987.) slovenski je profesionalni hokejaš na ledu. Igra na poziciji desnog krila.

## Karijera

### Kranjska Gora (2004. – 2006.)
Jakopič profesionlnu karijeru započinje 2004. igrajući za dva kluba istodobno, Kranjsku Goru i mladu momčad Jesenica.

### Acroni Jesenice (2003. – 2009.)
Iako je prve profesionalne nastupe upisao u drugom klubu Acroni Jesenice su njegov matični klub. Prve nastupe u EBEL-u upisao je u sezoni 2007./08. upravo u dresu Jesenica.

### KHL Medveščak (2009. – 2010.)
U sezoni 2009./10. pridružuje se KHL Medveščaku. Također igra i za KHL Medveščak II u Slohokej ligi. U 43. kolu EBEL-a u dvorani Doma sportova protiv KAC Klagenfurta Jakopič je za vodstvo 3:2 (završilo 4:2) postigao svoj prvi pogodak u dresu Medveščaka. Krajem 2010. prelazi u Pfaffenhofen, momčadi koja igra u 4. njemačkoj ligi.

## Statistika karijere
Bilješka: OU = odigrane utakmice, G = gol, A = asistencija, Bod = bodovi, +/- = plus/minus, KM = kaznene minute, GV = gol s igračem više, GM = gol s igračem manje, GO = gol odluke
| 2009./10. | KHL Medveščak | EBEL | 5 | 0 | 0 | 0 | -1 | 0 | 0 | 0 | 0 |  |  |  |  |  |  |  |  |  |

## Vanjske poveznice
|  | Zajednički poslužitelj ima još gradiva o temi Rok Jakopič |

- Profil na Eurohockey.net